# Поска

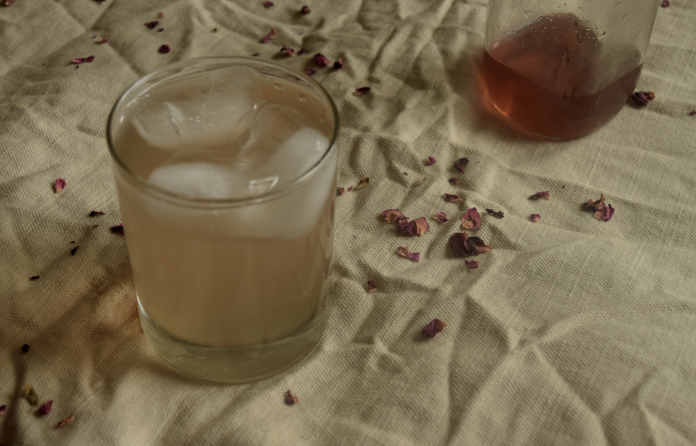
Поска з льодом, наш час

Поска — напій, який готували у давньому Римі, додаючи до води винний оцет. Отриманий у такий спосіб слабокислий напій мав тонізуючі властивості і добре втамовував спрагу і, очевидно, мав антисептичні властивості. Це був дешевий напій, популярний серед солдатів, представників нижчих класів і рабів. Для поліпшення смаку до поски могли додавати спеції, мед і сирий жовток.
Поску не слід плутати з лорою, ще дешевшим вином, що отримували за допомогою зброджування виноградних вичавків і розводили водою.

## Етимологія та пізніші варіанти
Слово posca походить від латинського potor «пити» або від грецького epoxos «гострий на смак». Оскільки у греків не було назви для поски у написаних грецькою мовою джерелах, таких як Євангеліє та твори Плутарха, замість нього використане слово οξος (oxos, «оцет»). У Біблії Вульгаті воно перекладено назад на латину як acetum. Зрештою приблизно з шостого століття нашої ери слово «поска» потрапило у грецьку мову, оскільки візантійська армія продовжувала за римською традицію вживати цей напій, який називали фуска (phouska). В деяких контекстах це слово може означати «пиво». Аецій і Павло з Егіни наводять рецепт «смачної та проносної фуски», який включає кмин, насіння фенхелю, м'яту, насіння селери, аніс, тим'ян, берізку та сіль, які додаються до основної рідини, яка є прямо називають oxykraton «оцет, розведений водою».

## Використання
Широке використання поски засвідчено численними згадками в стародавніх джерелах, починаючи від «Природничої історії» Плінія Старшого і закінчуючи комедіями Плавта.
Під час кампанії воєначальники та імператори могли виявляти свою солідарність із простими солдатами, теж п'ючи поску, як це робили Катон Старший (згідно з записами Плутарха) та імператор Адріан, який, згідно з Historia Augusta, «фактично вів життя солдата… і за прикладом Сципіона Еміліана, Метелла і свого прийомного батька Траяна весело вживав просто неба такі табірні страви, як бекон, сир і оцет».
Указ 360 року нашої ери наказував нижнім чинам армії вживати поску та вино в різні дні.
Джироламо Кардано у своєму Encomium Neronis 1562 року пояснював силу римської армії лише трьома факторами: великою кількістю новобранців, їх міцністю та здатністю носити важкі ваги завдяки тренуванням, а також хорошою їжею, такою як солона свинина, сир і використання поски як напою.
Марк Ґавій Апіцій, якому приписують один із найвідоміших кулінарних трактатів про кухню Стародавнього Риму, «De re coquinaria», використовує поску як інгредієнт у деяких своїх рецептах.
Найвідоміша згадка про поску міститься в Євангеліях, де розповідається, як Ісусові під час розп'яття дали попити з губки, зануривши її в oxos. Це слово часто умовно перекладають як «оцет», що приводить читача до висновку, ніби кати знущалися з розіп'ятого, давши йому непридатну до пиття рідину. Але більш ймовірно, це йшлося саме про поску, і в цьому випадку вчинок солдатів був проявом милосердя.